# Gonomyia (Leiponeura) pulchripes
Gonomyia (Leiponeura) pulchripes is een tweevleugelige uit de familie steltmuggen (Limoniidae). De soort komt voor in het Afrotropisch gebied.